# Luís Cabral
Luís de Almeida Cabral, född 11 april 1931 i Bissau, död 30 maj 2009 i Torres Vedras, distriktet Lissabon, var Guinea-Bissaus förste president. Han var bror till Amílcar Cabral.
Cabral var en av grundarna av självständighetsrörelsen PAIGC 1956, och tillhörde organisationens styrelse. När Amílcar Cabral mördades 1973 tog Luís Cabral över ledningen av PAIGC, och då Guinea-Bissau blev självständigt från Portugal 1974 blev Cabral landets president. Han upprätthöll ämbetet till 1980, då han avsattes genom en statskupp ledd av premiärministern João Bernardo Vieira. Efter sex månader i fängelse fick Cabral exil i Kuba och från 1984 i Portugal.